# Afghanische Diaspora
Zur afghanischen Diaspora gehören afghanische Staatsbürger und deren Nachkommen, die außerhalb Afghanistans leben. Ein Großteil der afghanischen Diaspora besteht aus Flüchtlingen, die seit 1979 vor der sowjetischen Invasion, der Taliban-Herrschaft und dem andauernden Bürgerkrieg in Afghanistan geflohen sind. In Afghanistans Nachbarstaaten leben auch viele afghanische Arbeitsmigranten. Von den Afghanen im Ausland leben die meisten in Iran, in Pakistan, in den Golfstaaten und in Deutschland.

## Afghanen nach Staat

### Tabelle mit ausgewählten Staaten
| Staat                        | Afghanen (meist geschätzt)                                               | Einwohner | Anteil Afghanen |
| Iran                         | 951.142 (2016, registriert) 2,5 Millionen (2015, geschätzt)              | 81,6 Mio  | 1,17 % 3,06 %   |
| Pakistan                     | 1.435.445 (Registrierte) bis ca. 3 Millionen (inklusive Unregistrierter) | 200,6 Mio | 0,72 % 1,50 %   |
| Deutschland                  | 476.000 (2023, Migrationshintergrund)                                    | 84,4 Mio  | 0,56 %          |
| Vereinigte Arabische Emirate | 300.000 (geschätzt)                                                      | 9,2 Mio   | 3,26 %          |
| Vereinigte Staaten           | 156.434 (Zensus 2019)                                                    | 325,0 Mio | 0,05 %          |
| Russland                     | 150.000                                                                  | 147,3 Mio | 0,10 %          |
| Türkei                       | 120.500 (geschätzt)                                                      | 81,3 Mio  | 0,15 %          |
| Kanada                       | 83.995 (2016)                                                            | 37,2 Mio  | 0,23 %          |
| Vereinigtes Königreich       | 79.000 (2019)                                                            | 66,4 Mio  | 0,12 %          |
| Schweden                     | 49.592 (2020)                                                            | 9,8 Mio   | 0,51 %          |
| Australien                   | 46.800 (in Afghanistan geboren; 2016)                                    | 24,3 Mio  | 0,19 %          |
| Österreich                   | 45.259 (2018)                                                            | 8,5 Mio   | 0,53 %          |
| Niederlande                  | 44.000 (2015)                                                            | 16,9 Mio  | 0,26 %          |
| Ukraine                      | 20.000 (2001)                                                            | 42,3 Mio  | 0,05 %          |
| Turkmenistan                 | 18.997                                                                   |           |                 |
| Dänemark                     | 18.379 (2017)                                                            | 5,6 Mio   | 0,33 %          |
| Indien                       | 18.000                                                                   | 1.371 Mio | 0,00 %          |
| Indonesien                   | 13.600 (2019)                                                            | 265,2 Mio | 0,01 %          |
| Israel                       | 10.000 (meist Juden aus Afghanistan)                                     | 8,1 Mio   | 0,12 %          |
| Finnland                     | 9.667                                                                    | 5,5 Mio   | 0,18 %          |
| Tadschikistan                | 6.500 (Dunkelziffer viel höher)                                          | 8,6 Mio   | 0,08 %          |
| Katar                        | 3.500                                                                    | 2,2 Mio   | 0,16 %          |
| Neuseeland                   | 3.414                                                                    | 4,5 Mio   | 0,08 %          |
| Japan                        | 3.125                                                                    | 126,5 Mio | 0,00 %          |
| Malaysia                     | 1.100+                                                                   | 32,5 Mio  | 0,00 %          |
| Usbekistan                   | 1.000+ (keine genauen Angaben, meist afghanische Usbeken)                | 32,9 Mio  | 0,00 %          |
| Rumänien                     | 500                                                                      | 19,3 Mio  | 0,00 %          |
| Ecuador                      | 300-2.500                                                                | 16,3 Mio  | 0,00 %          |

### Iran
Iran ist neben Afghanistan und Pakistan das Land mit den meisten Afghanen. Offiziell leben in der Islamischen Republik Iran etwa 1 Million Afghanen, die Dunkelziffer reicht bis 3 Millionen. Die meisten Afghanen sind nach den seit 1979 anhaltenden Bürgerkriegen in Iran geflohen, dazu kommen Arbeitsmigranten. Unter den Migranten sind Hazara überrepräsentiert, da diese wie die iranische Mehrheitsbevölkerung Persisch sprechen und schiitisch sind, während die Paschtunen meist nach Pakistan geflohen sind. Afghanen leben mit großen Einschränkungen in Iran. Menschenrechtler und die Afghanen selber beklagen Menschenrechtsverletzungen wie Ausbeutung, Kinderarbeit, Menschenhandel, Diskriminierung, Gewalt, Zwangsrekrutierung (auch von Kindern), Hinrichtungen und gewaltsamen Zwangsabschiebungen. Dies belastet die Beziehungen der beiden Staaten.
In Iran leben aber auch hunderttausende Paschtunen und Hazara, die nicht aus Afghanistan stammen, sondern als ethnische Minderheit immer schon in Iran lebten.

### Pakistan
In Pakistan leben offiziell etwa 1,44 Millionen Afghanen, die Dunkelziffer könnte deutlich höher liegen. Die meisten Afghanen leben in Pakistan als Flüchtlinge in slumartigen Lagern. Sie sind meist Paschtunen und leben meist in der paschtunisch geprägten Provinz Khyber Pakhtunkhwa. Persischsprachige Völker machen nur einen geringen Anteil aus, da sie meist nach Iran geflohen sind. Dennoch leben zwischen 100.000 und 1 Million Hazara in Pakistan, die massiver Diskriminierung und Gewalt ausgesetzt sind.
Ein Großteil der pakistanischen Paschtunen und Hazara sind ethnische Minderheit und nicht eingewandert.

### Zentralasien
In Zentralasien ist die Anzahl der Afghanen schlecht einschätzbar. In den benachbarten Staaten Turkmenistan, Usbekistan und Tadschikistan leben einige afghanische Flüchtlinge. Usbekische Afghanen leben eher in Usbekistan, turkmenische Afghanen in Turkmenistan. In Turkmenistan sind entlang der afghanischen Grenze einige Flüchtlingssiedlungen.

### Golfstaaten
In den Golfstaaten leben meist höher qualifizierte Afghanen als Arbeitsmigranten, aber auch Flüchtlinge. Am meisten Afghanen leben in den Vereinigten Arabischen Emiraten, etwa 300.000.

### Europa
Viele Afghanen leben heute in Europa.
In Deutschland lebten 2019 etwa 300.000 Menschen mit afghanischem Migrationshintergrund, von denen 263.400 Ausländer waren. Ihr Anteil hat sich in den letzten 10 Jahren verfünffacht. Sie haben meist einen Flüchtlingsstatus in Deutschland. Hamburg ist die Stadt mit den meisten Afghanen in Deutschland.
Hinter Deutschland folgen mit großem Abstand Großbritannien, Schweden, Österreich, die Niederlande und Frankreich. Auch in den Flüchtlingslagern an den europäischen Grenzen leben tausende Flüchtlinge aus Afghanistan.
In Relation zur Gesamtbevölkerung nehmen innerhalb von Europa Deutschland, Österreich und Schweden die Spitzenplätze ein – in diesen drei Ländern kommt jeweils auf rund 200 Einwohner eine Person afghanischer Herkunft. Diese Werte werden weltweit lediglich von den Emiraten, Iran und Pakistan übertroffen. In Dänemark kommt – ähnlich wie in Deutschland – eine Person afghanischer Herkunft auf rund 300 Einwohner, in den Niederlanden – ähnlich wie in Kanada – eine auf rund 400 Einwohner.
Die in Europa lebenden Afghanen begehen deutlich häufiger Gewaltdelikte als andere Bevölkerungsgruppen. Im Schweizer Kanton Zürich etwa traten Afghanen 2024 rund zehnmal häufiger als Täter solcher Delikte in Erscheinung als der Bevölkerungsdurchschnitt. Zu den Erklärungen dafür gehören ein hoher Männeranteil, eine häufige Gewalterfahrung, eine oft traumatische Fluchtgeschichte und eine oft schwierige soziale und wirtschaftliche Lage unter den nach Europa geflüchteten Afghanen.